# Alexandre Sforza
Alexandre Sforza (Cotignola, 21 d'octubre del 1409 - Pesaro, 3 d'abril del 1473) va ser un condottiero i noble italià que va exercir com a senyor de Pésaro i Gradara, el primer de la línia Pesaro de la família Sforza.

## Biografia
Alexandre va néixer a Cotignola el 1409, sent fill il·legítim del famós condottiero Muzio Attendolo Sforza.
Alexandre va col·laborar activament amb el seu germà Francesc en la seva campanya militar, i amb ell va conquistar Milà, Alessandria i Pésaro. El 1435, en Fiordimonte, va guanyar la batalla en la qual va caure mort el desenfrenat Niccolò Fortebraccio.
El 1444 va obtenir el senyoriu de Pesaro de Galeazzo Malatesta. Aquí va ampliar el palau ducal per a adaptar-lo als estàndards del Renaixement.
El 1445 a Assís va manar a les tropes assetjades pel condottiero del papa Eugeni IV, Francesco Piccinino. Es va veure obligat a abandonar la ciutat.
Durant les guerres de Llombardia en suport de Francesc, va presidir Parma i, al febrer del 1446, es va proclamar senyor de la ciutat. Després de la conquesta de Francesc del ducat de Milà, el tractat de Lodi (1454) el va confirmar com a senyor de Parma.
El 1464 va obtenir del papa Pius II el senyoriu de Gradara, que va defensar dels intents de reconquesta de la Casa de Malatesta.
Va morir el 1473 d'un atac d'apoplexia. El seu fill Costanzo el va succeir en el senyoriu de Pesaro.

## Matrimonis i descendència
Es va casar amb Costanza da Varano, filla de Pietro Gentile I da Varano, el 8 de desembre del 1444, amb la qual va tenir dos fills: Battista Sforza, qui es va convertir en l'esposa de Federico da Montefeltro, i Costanzo I Sforza. Costanza va morir en el part de Costanzo.
A l'any següent es va casar amb Sveva da Montefeltro (1434-1478), filla de Guidantonio da Montefeltro, comte d'Urbino. El 1457, tement una possible conjura de la família Malatesta per a recuperar el senyoriu de Pesaro, la va obligar a professar com a monja en un monestir de la ciutat.
Alexandre també va tenir una filla il·legítima, Ginevra (c. 1440-1507), coneguda com a mecenes de les arts visuals i literàries. Es va casar amb Sante Bentivoglio el 1454 i, després de la seva mort, amb Giovanni II Bentivoglio, duc de Bolonya.